# Туристичка организација Панчева
| Туристичка организација Панчева |                                               |
|                                 |                                               |
|                                 |                                               |
| Оснивач:                        | Град Панчево                                  |
| Основана:                       |                                               |
| Седиште:                        | Војводе Петра Бојовића бр. 2 · Панчево Србија |
| Веб презентација                | http://www.pancevo.info/                      |
| Контакт:                        | 013/333-399                                   |

Туристичка организација Панчева основана је од стране Града Панчева са намером да све заинтересоване упозна са историјом, традицијом, културом и свим потенцијалима града на обали Тамиша.
У информативном центру Туристичке организације Панчево у улици Војводе Петра Бојовића бр. 2 посетиоци могу добити информације о посети музејима, галеријама, рекреативним центрима, излетима, парковима и резерватима природе, ресторанима и другим угоститељским и туристичким објектима, као и купити сувенире са симболима Панчева.